# Alexandre Antigna
Jean Pierre Alexandre Antigna (Orléans, 7 marzo 1817 – Parigi, 26 febbraio 1878) è stato un pittore francese.

## Biografia
Alexandre Antigna nasce nel comune francese di Orléans dove si avvicina all'arte sotto la guida di un pittore locale, François Salmon. Ammesso all'École nationale supérieure des beaux-arts di Parigi nel 1839, studia come allievo prima da Sébastien Norblin per un anno e poi per sette anni da Hippolyte Delaroche. 
Fino al 1845, la maggior parte delle sue opere sono ritratti oppure dipinti interamente focalizzati su temi religiosi. La svolta stilistica avviene in seguito al suo soggiorno nel quartiere povero di Île Saint-Louis a Parigi, che lo avvicina al tema della povertà e della sofferenza. 
Proprio per questo motivo Alexandre Antigna è spesso definito dai critici "il pittore degli umili", come dimostrano le sue opere più famose: L'Éclair (Musée des Augustins, 1848), L'Incendie (Museo di Belle Arti Orleans, tra il 1850 ed il 1851) o La Halte forcée (Musée des Augustins di Tolosa, 1855). 
Nel 1850, il suo dipinto Après le bain (o Les Baigneuses, Musée des beaux-arts d'Orléans, 1849) provoca una grande scandalo nella sua città natale.
Molto rapidamente classificato tra i realisti e in particolare vicino a Gustave Courbet, Antigna si distingue nonostante tutto dal maestro di Ornans per il sentimento poetico e religioso con cui permeava le sue opere. 
Dal 1860, si distingue in particolare nei ritratti di donne aragonesi, paesaggi marini e molte scene bretoni.
I suoi soggetti affrontano anche temi come la discriminazione tra abitanti delle città e poveri abitanti del villaggio nel XIX secolo.
Nel 1861, riceve la Legion d'onore e nello stesso anno sposa Hélène-Marie Pettit, anch'essa pittrice, nipote di Ambroise Rendu. Dalla loro unione nasce un figlio, André-Marc Antigna, anch'egli pittore e miniaturista. 
Il cognato di Alexandre Antigna, il critico d'arte Eugène Loudun, si occupò personalmente del catalogo della vendita che si svolse dopo la morte del pittore.
Una biografia dettagliata del pittore è stata scritta nel 2007 da Christian Jamet (Éditions Demeter). Una nuova edizione, ampliata e arricchita, è stata pubblicata nel 2017 (Corsaire Éditions).
Alexndre Antigna è sepolto nella divisione 21 al cimitero di Montmartre.

## Opere pittoriche
- L'Éclair, (Parigi, Musée d'Orsay, 1848)
- La Veuve (titolo originale) o La Mort du Pauvre, (museo Charles de Bruyères, Remiremont, olio su tela, 130,5x196,5 cm, 1849)
- Après le Bain, (Museo di Belle Arti di Orléans, 1849)
- L'incendie, (Museo di Belle Arti di Orléans, 262x282 cm, olio su tela, 1850)
- La Fête Dieu, (Musée des Augustins, 1855)
- La Halte forcée, (Musée des Augustins, Tolosa, 1855)
- Jeune Breton endormi, (Museo di Belle Arti di Orléans, 1857)
- Pauvre femme, (Museo di Belle Arti di Orléans, 1857)
- La Visite du docteur, intérieur breton, (Museo Archeologico e Storico di Orleans, 1861)
- Marchand d'Images, (Museo di Belle Arti di Bordeaux, 1862)
- Miroir des bois, (museo delle belle arti di Bordeaux, 1864)
- Le Roi des moutards, (Museo di Belle Arti di Orléans, 1869)
- Aragonaises d'Anso, (Museo di Belle Arti di Orléans, 1872)
- Paysanne bretonne (Musée des Beaux-Arts)
- Jeune Fille au capuchon, (Museo di Belle Arti di Orléans)
- Paysage des environs de Rochefort, (museo Cahors Henri-Martin)
- Ritratto di Hilaire Svizzera, (museo Cahors Henri-Martin)
- La fileuse endormie, (Museo d'arte e di storia di Saint-Brieuc, inv. 126)

## Galleria d'immagini

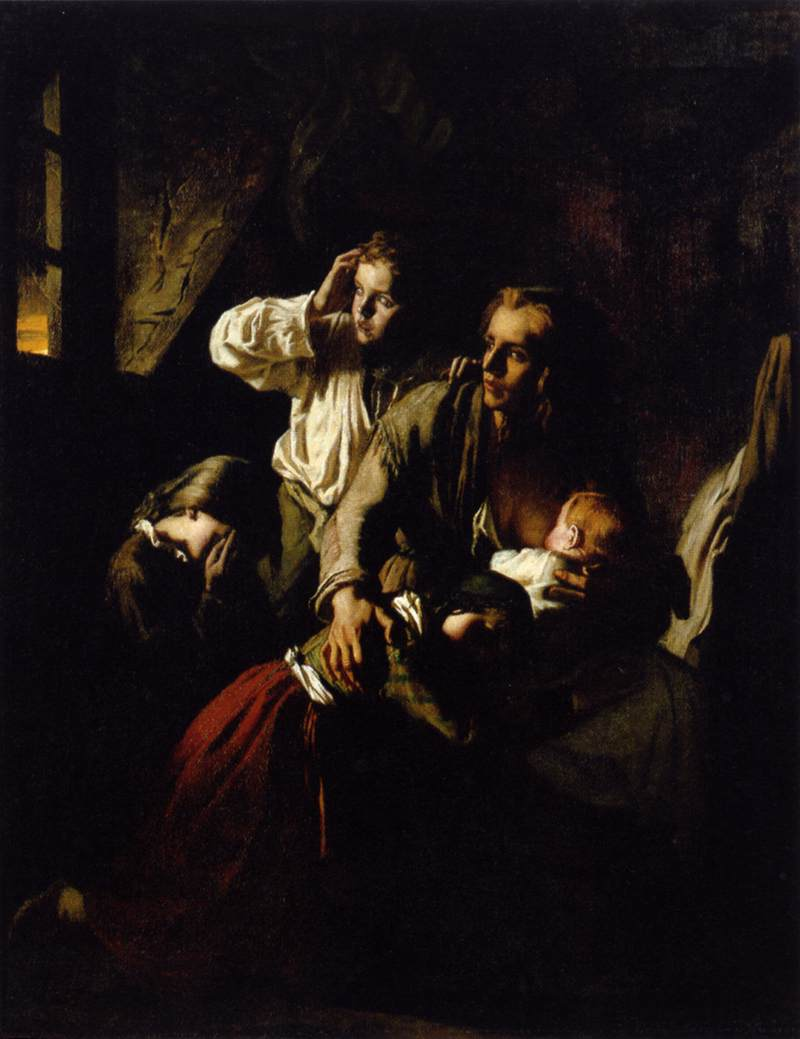
L'Éclair, musée des Augustins de Toulouse, 1848
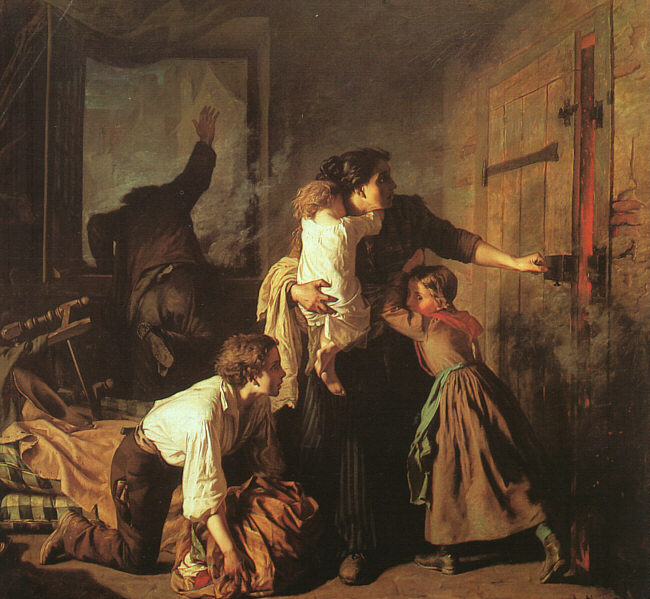
L'Incendie, musée des beaux-arts d'Orléans, 1850–1851
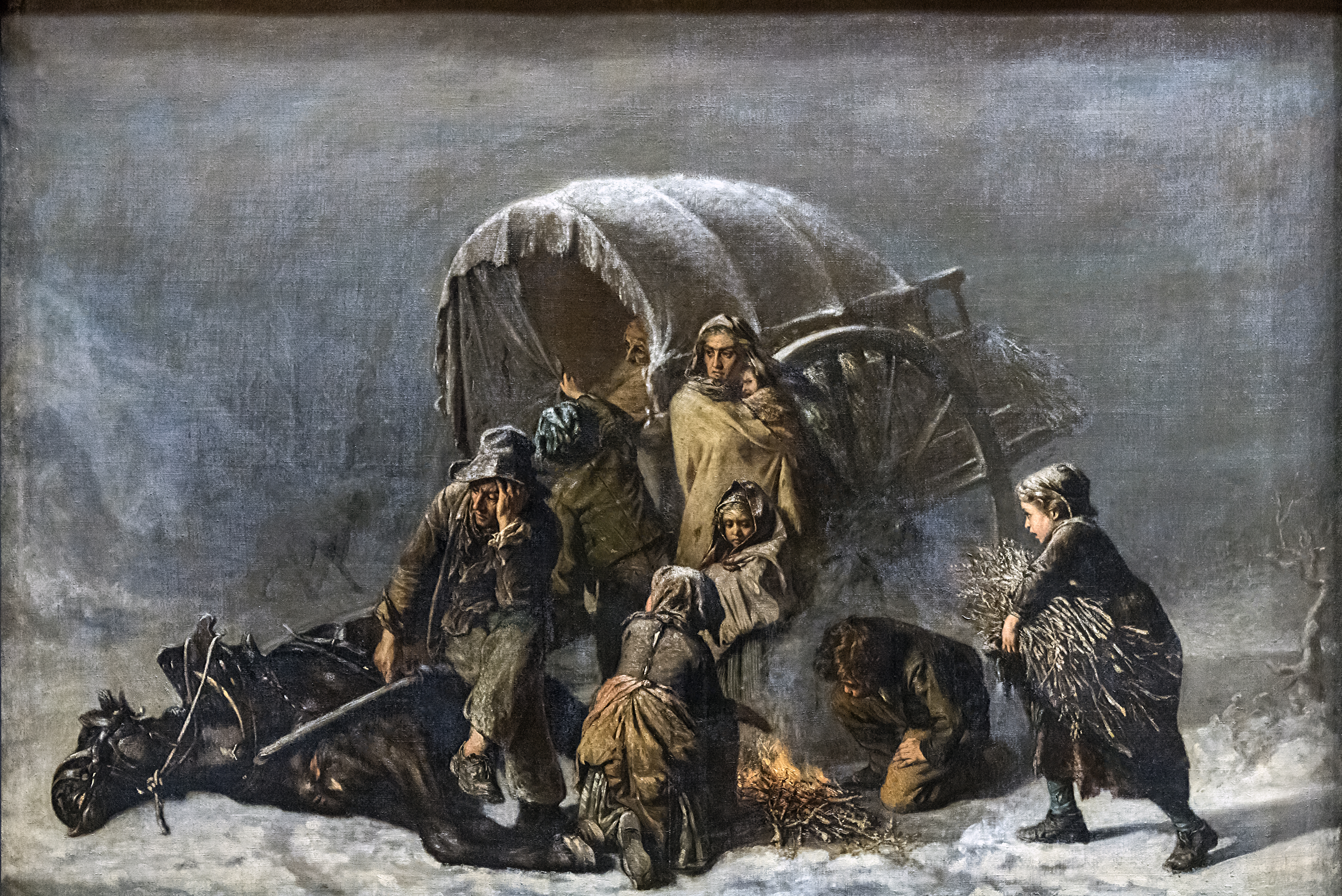
La halte forcée, musée des Augustins de Toulouse, 1855
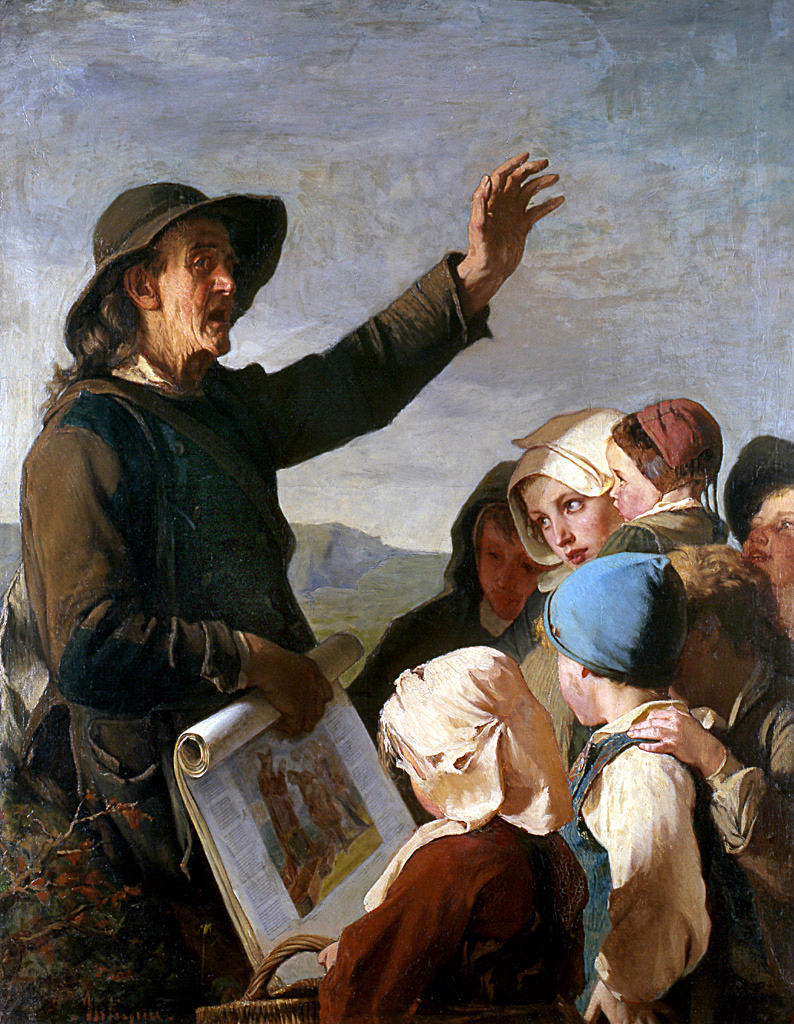
Marchand d'image musée des beaux-arts de Bordeaux, 1862
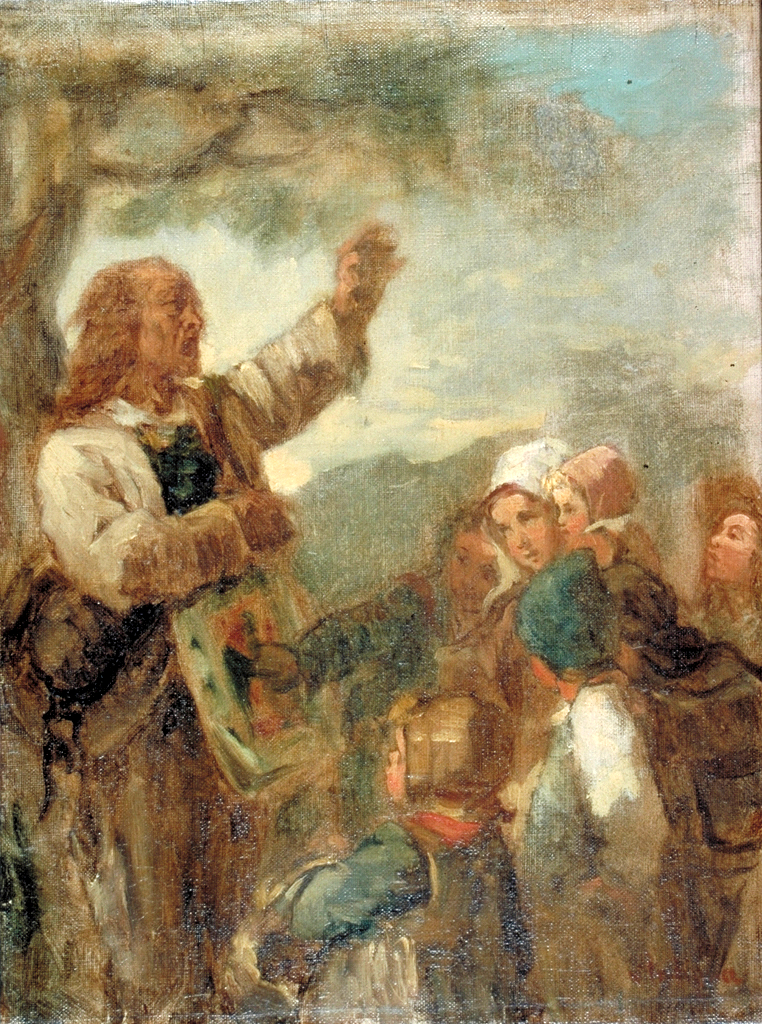
Marchand d'image musée des beaux-arts de Bordeaux, 1862
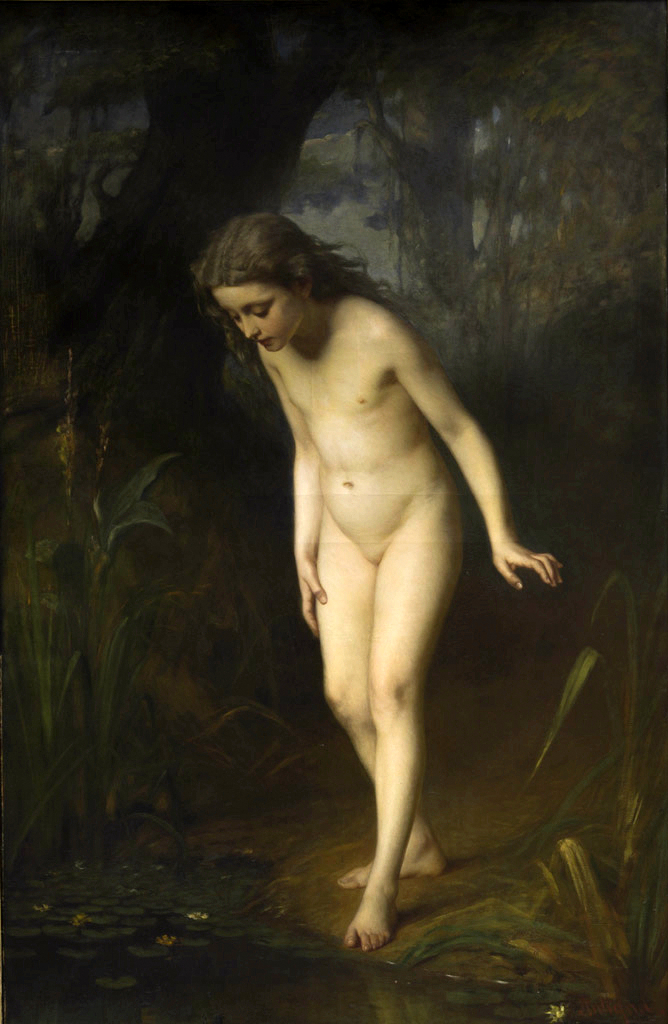
Miroir des bois, musée des beaux-arts de Bordeaux, 1864
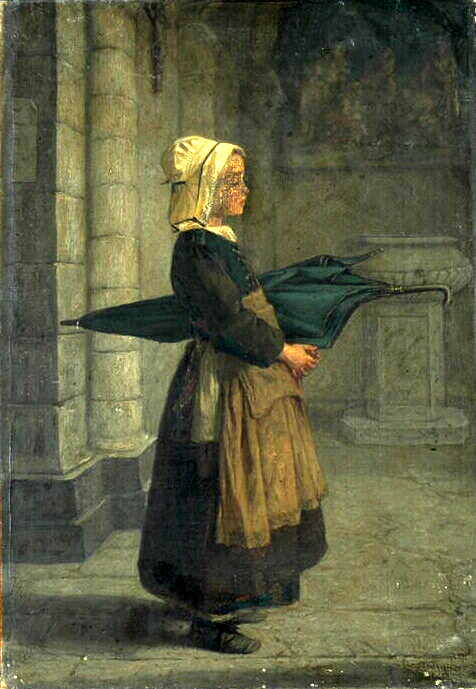
Paysanne bretonne, musée des beaux-arts de Bordeaux